# 尤利娅·科罗斯特洛娃
尤利娅·谢尔盖耶芙娜·科罗斯特洛娃（烏克蘭語：Юлія Сергіївна Корoстильова，1984年2月8日—），乌克兰女子射击运动员，2022年世界射击锦标赛混合团体25米手枪速射金牌得主、2023年欧洲运动会女子25米手枪团体和混合团体25米手枪速射金牌得主。